# Otto Goetze (Architekt)
Otto Goetze (* 5. Januar 1832 in Otterndorf; † 4. Mai 1894 in Hannover; vollständiger Name: Gustav Wilhelm Otto Goetze) war ein deutscher Architekt, der in Hannover wirkte. 

## Leben
Otto Goetze war das dritte von acht Kindern des Rechtsanwalts und Notars in Hagen Hermann Christoph Goetze (1801–1862) und seiner Ehefrau Wilhelmine Christine, geb. Lübcke.
Otto Goetze studierte an der Polytechnischen Schule Hannover und arbeitete kurzzeitig in München, dann in Hannover bei Hermann Hunaeus, Dobo, Christian Heinrich Tramm und Conrad Wilhelm Hase. Er gilt als Vertreter der Neugotik und griff zum Teil auch auf die Formensprache der englischen Neugotik zurück. 1860 machte er sich mit einem eigenen Büro selbstständig. Nach 1880 war Hermann Schaedtler als Mitarbeiter bei ihm tätig. Für das Jahr 1883 wurde Goetze zum stellvertretenden Vorsitzenden des Architekten- and Ingenieur-Vereins in Hannover gewählt. Einige seiner Bauten sind in Hannover erhalten und stehen heute unter Denkmalschutz.

## Werk (Auswahl)

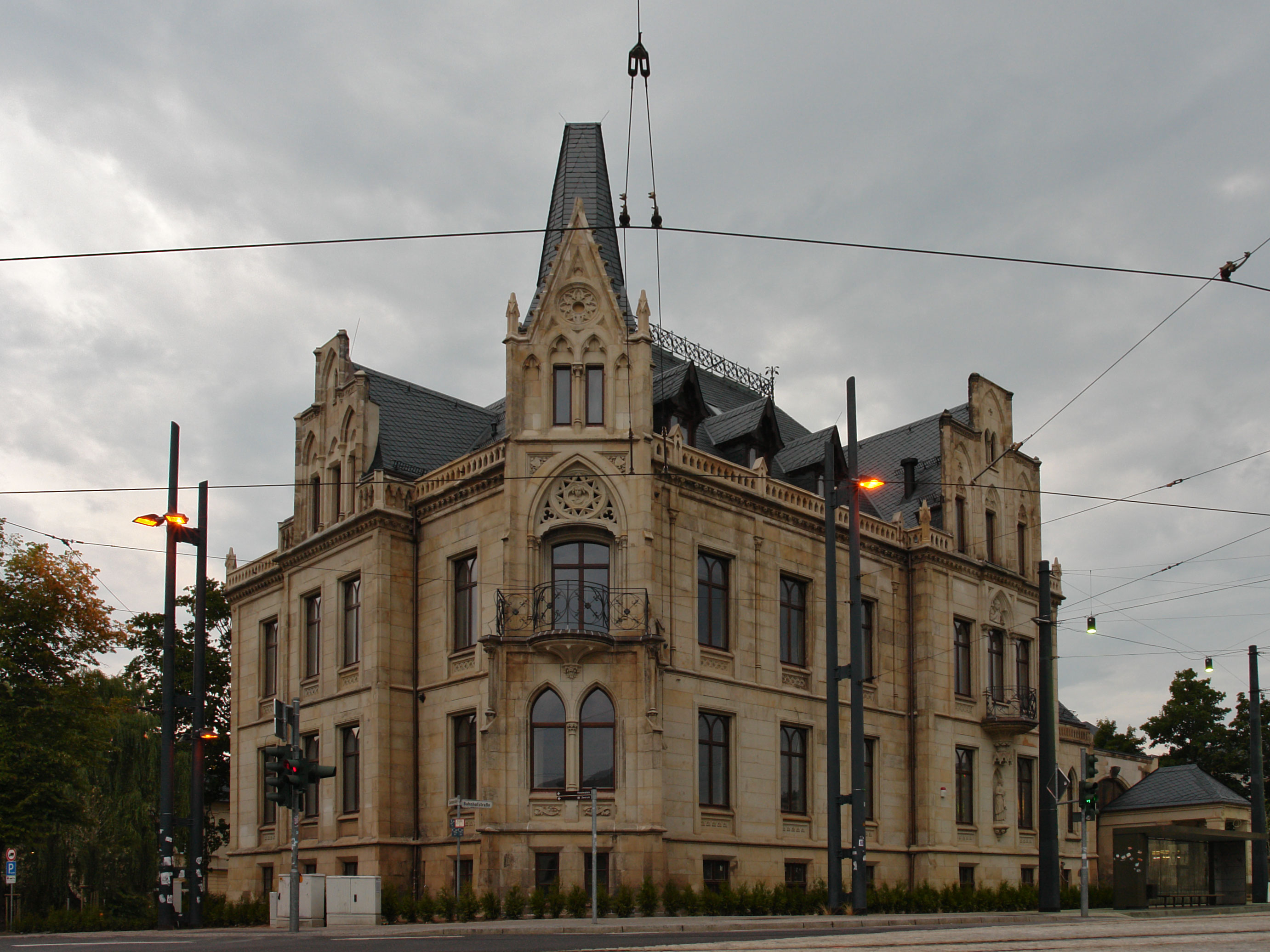
Villa Zimmermann in Chemnitz (Aufnahme 2008)

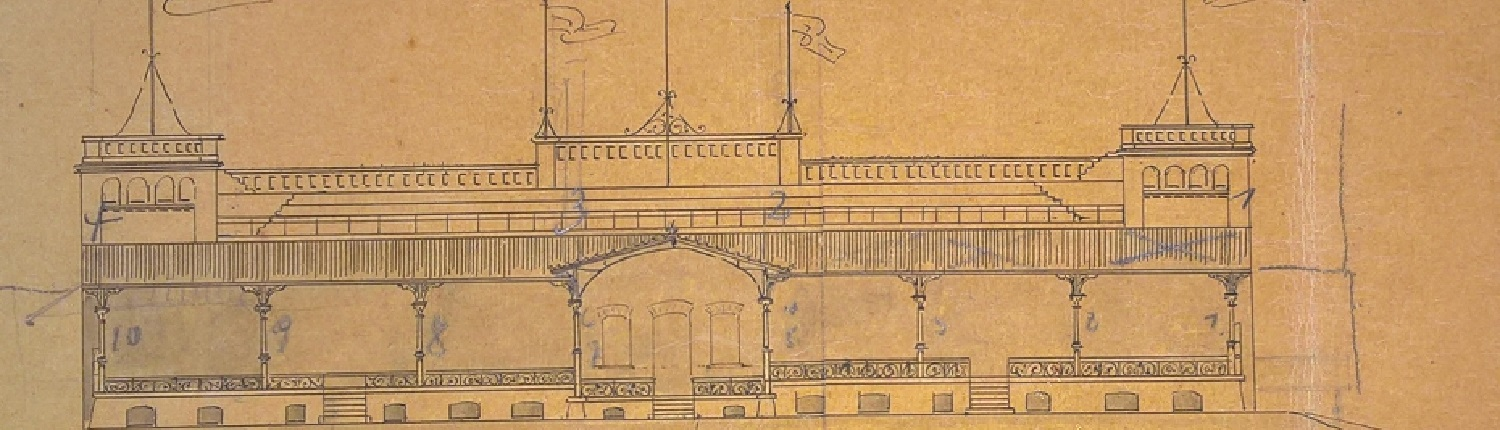
1880: Entwurf für eine Tribüne an der vom Hannoverschen Rennverein betriebenen Pferderennbahn Kleine Bult

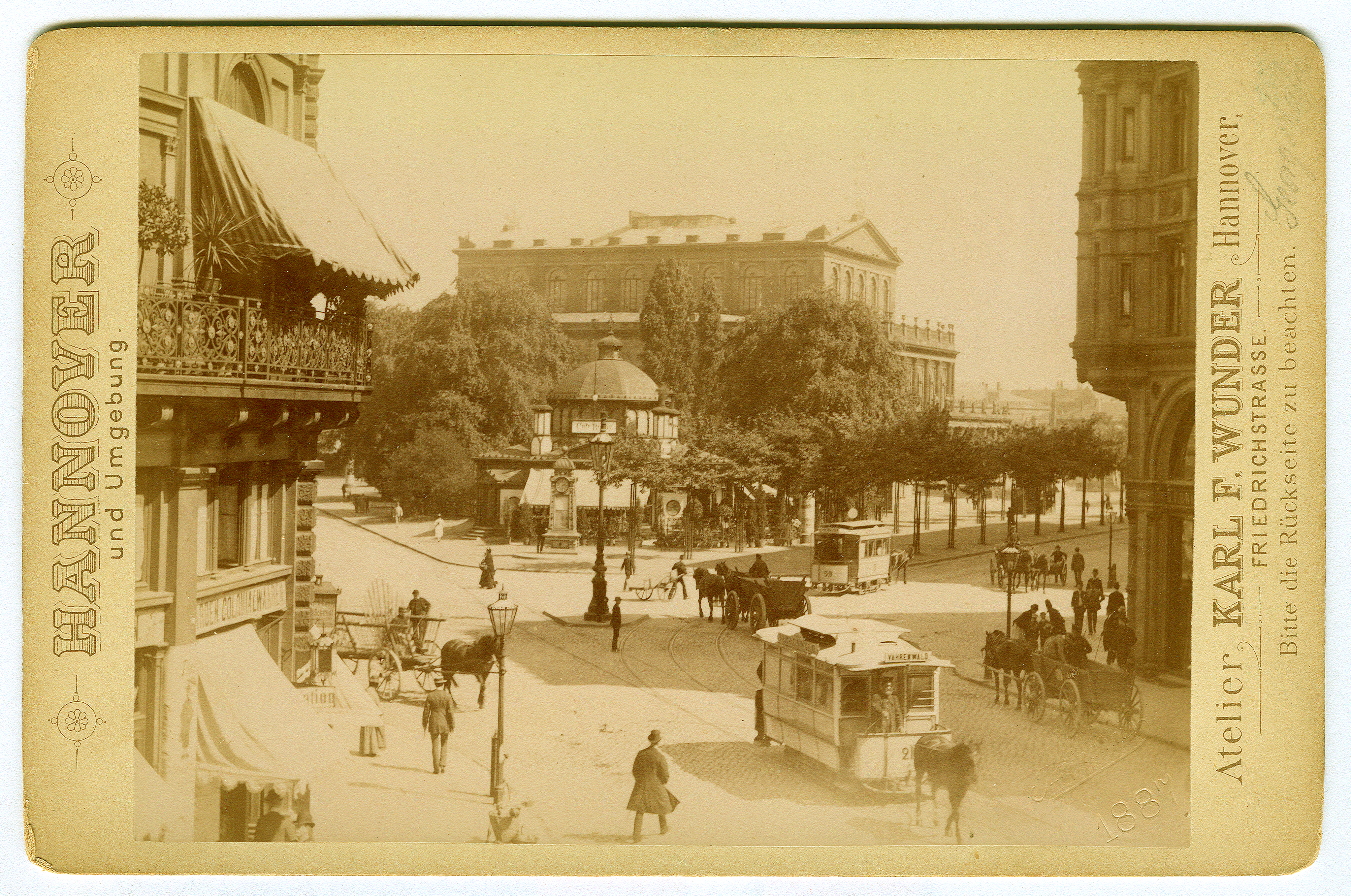
Café Robby vor dem Opernhaus (Aufnahme um 1887)

(soweit nicht anders angegeben, alle in Hannover)
- 1860: Weinstube Walhalla, Windmühlenstraße 4
- 1860: Restauration Kasten, Theaterplatz 8
- 1862–1864: Palais Grote für Graf Adolf von Grote, Sophienstraße 7 (denkmalgeschützt)
- 1864: Restaurant Kasten Königshalle, Theaterplatz 9
- 1860–1878: Umbau des Tivoli-Konzertgartens zwischen Königstraße 1 und Schiffgraben 48
- 1862 bis 1864: St.-Nicolai-Kirche in Uthlede[1]
- 1865: Haus Becker, Große Packhofstraße 29
- 1865–1867: Villa für Johann von Zimmermann, Carolastraße 9, Chemnitz[3]
- 1866: Villa Goetze, Am Schiffgraben 41 (1869 verkauft, denkmalgeschützt)
- 1867: Villa Struckmann, Am Schiffgraben 43 (denkmalgeschützt)
- 1868: Villa Drechsler, Am Schiffgraben 39 (denkmalgeschützt)
- 1869: Villa Goetze II, Am Schiffgraben 37 (1871 verkauft, denkmalgeschützt)
- 1869: Café Robby (neu: Café Kröpcke), gusseiserner Pavillon, Georgstraße (nicht erhalten)
- 1870: Villa Bernuth, Seelhorststraße 1a
- 1872: Villa Oppermann, Emmerberg 15
- 1872: Wohnhaus und Atelier Goetze, Hinüberstraße 1
- 1875: Haus Fischer, Georgsplatz 19
- 1877: Gebäude Königstraße 1
- 1878: Weinstube Drei Männer, Luisenstraße
- 1878: Ausstellungshalle der Hannoverschen Gewerbeausstellung im Welfengarten
- 1879: Umbaus des Thalia-Theaters zum Residenztheater,[4] Marktstraße 47 (nicht erhalten)
- 1880: Entwurf einer Tribüne an der vom Hannoverschen Rennverein betriebenen Pferderennbahn Kleine Bult[5]
- 1881: Umbau der königlichen Wagenremise zum Konzerthaus Palmengarten, Goethestraße 15 (denkmalgeschützt)
- 1883–1886: Cumberlandsche Galerie für den Herzog von Cumberland Ernst August, Prinzenstraße (überwiegend kriegszerstört, Reste denkmalgeschützt)[6]
- 1883–1886: Wohnhausgruppe Königstraße